# ゼノ核酸

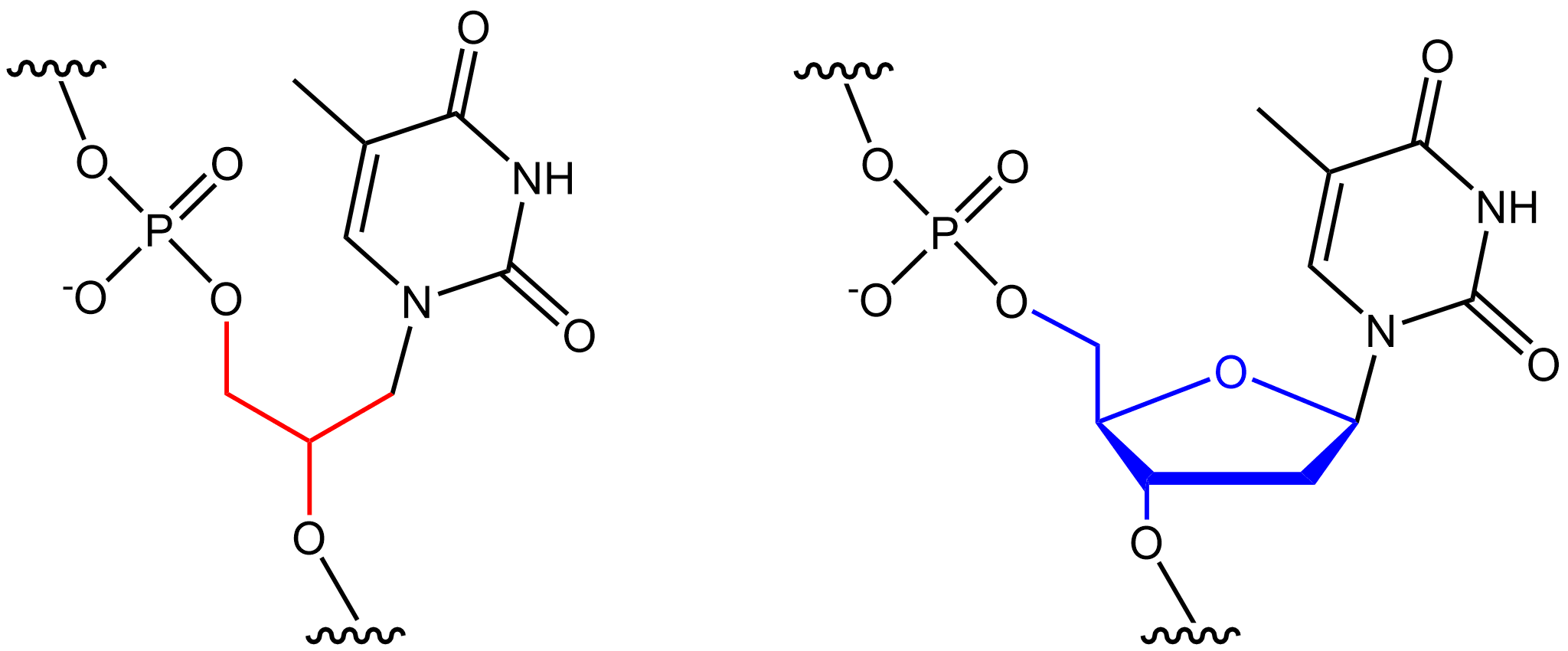
グリコール核酸（左）はゼノ核酸の一例であり、DNA（右）とは骨格が異なる。

ゼノ核酸（ゼノかくさん、英: xeno nucleic acids、略称: XNA）は、天然の核酸であるDNAやRNAとは異なる糖骨格をもつ合成核酸アナログである。複数種類の合成糖が遺伝情報の保存と読み出しが可能な核酸の骨格を形成することが示されており、XNAを扱うことができる合成ポリメラーゼの創出の研究が行われている。XNAの作出とその応用は、ゼノバイオロジーと呼ばれる合成生物学の新分野を作り出した。
他の核酸アナログとは異なり遺伝情報は4つの典型的な塩基対に保存されているが、天然のDNAポリメラーゼはこの情報を読み取ったり複製したりすることができない。そのためDNAを基盤とした生命はXNAに保存されている遺伝情報を「見る」ことができず、利用することもできない。

## 背景
DNAの構造は1953年に解明された。2000年代初頭、DNAに類似した構造を持つ多数のXNAが研究者らによって作出された。XNAはDNAと同一の情報を伝達することが可能な合成ポリマーであるが、分子的な構成要素はDNAと異なる。XNAの"X"は「外来の」を意味する"xeno"を表しており、DNAやRNAとは分子構造が異なることを指している。
XNAに関して多くの研究が行われるようになったのは、DNA鋳型からXNAをコピーしたり、XNAを鋳型としてDNAへコピーすることができる特殊なポリメラーゼが開発されてからである。一例として、Pinheiroらは2012年、こうしたXNAを扱うことができるポリメラーゼが約100塩基対の長さの配列に対して機能することを実証した。より近年では、合成生物学者Philipp HolligerとAlexander Taylorは、DNAやRNAから作られる酵素であるリボザイムに相当するXNAzymeの作出に成功した。これによってXNAは遺伝情報を保存するだけでなく酵素としても機能しうることが示され、生命がRNAやDNA以外のものからも生じうる可能性が提起された。

## 構造

XNAで用いられている糖骨格とDNAやRNAで用いられている糖骨格の比較。

DNAやRNAは、ヌクレオチドと呼ばれる分子の長い鎖をつなぎ合わせることで形成されている。ヌクレオチドは、リン酸、五炭糖（DNAの場合はデオキシリボース、RNAの場合はリボース）、5種類の標準核酸塩基のうちの1つ（アデニン、グアニン、シトシン、チミンまたはウラシル）という3つの化学的構成要素から形成されている。
XNAの構成要素はDNAやRNAとほぼ同一であるが、1つの例外がある。XNAのヌクレオチドでは、デオキシリボースやリボースは他の化学構造に置き換えられている。こうした置換のため、XNAは天然には存在せず人工的なものであるにもかかわらず、DNAやRNAと機能的にも構造的にも類似したものとなる。
XNAでは多様な構造的・化学的な置換が行われている。これまでに作出されたXNAには次のようなものがある。
- 1,5-アンヒドロヘキシトール核酸（1,5-anhydrohexitol nucleic acid、HNA）
- シクロヘキセン核酸（Cyclohexene nucleic acid、CeNA）
- トレオース核酸（Threose nucleic acid、TNA）
- グリコール核酸（Glycol nucleic acid、GNA）
- ロック核酸（Locked nucleic acid、LNA）
- ペプチド核酸（Peptide nucleic acid、PNA）
- FANA（Fluoro Arabino nucleic acid）

HNAは特定の配列を認識する薬剤としての可能性がある。これまでに、HIVを標的とする配列に結合する可能性のあるHNAが単離されている。CeNAの立体化学はD型と類似しているため、自身やRNAと安定な二本鎖を形成することが示されている。一方、CeNAはDNAと二本鎖を形成した際には安定ではない。

## 示唆
XNAの研究は、歴史上の生物進化のより良い理解のためというよりは、生物の遺伝的構成を制御し、さらには再プログラムする方法を探ることを意図して行われている。XNAは現在の遺伝子組換え生物の遺伝子汚染の問題を解消する大きな可能性が示されている。DNAは遺伝情報を保存し、また複雑な生物学的多様性をもたらすためには非常に効率的である一方で、その四文字のアルファベットは比較的限られたものであるともいえる。天然のDNA核酸塩基ではなく骨格や塩基が改変されたXNAの遺伝暗号を用いることで、遺伝子の改変や化学的機能性の拡張は無限に可能となる。
XNAに関するさまざまな仮説や理論の展開によって核酸に関する現在の理解の重要な要素には変化が生じ、遺伝や進化はかつて考えられていたようなDNAやRNAに限定されたものではなく、単に情報を保存できるポリマーから発展したプロセスであると考えられるようになった。XNAの研究によって、DNAとRNAが生命の構成要素として最も効率的で望ましいものであるのか、それともこの2つの分子はより多くの化学的祖先から進化した後にランダムに選ばれたものであるかを評価できるようになると考えられる。

## 応用
XNAの利用法の一つとして、病気の治療薬として医療に取り入れることが挙げられる。現在さまざまな病気の治療のために投与されている酵素や抗体の中には、胃や血流の中で迅速に分解されてしまうものもある。XNAは自然界には存在しないものであり、ヒトはそれらを分解する酵素をまだ進化させていないと考えられるため、現在利用されているDNAやRNAを基盤とした治療法の耐久性を高めたものとして利用できる可能性がある。
XNAを用いた実験ではすでに遺伝的アルファベットの置換や拡張が可能になっており、またXNAはDNAやRNAのヌクレオチドと相補性を示すことから、転写や組換えが可能となることが示唆される。フロリダ大学で行われた実験では、AEGIS-SELEX（artificially expanded genetic information system - systematic evolution of ligands by exponential enrichment）法によって、乳がん細胞に結合するXNAアプタマーの作出に成功した。さらに、モデル生物である大腸菌を用いた実験では、生体内でXNAがDNAの生物学的な鋳型として機能することが示されている。
XNAを用いた遺伝的研究を進めるにあたっては、バイオセーフティ、バイオセキュリティ、生命倫理、ガバナンスや規制など、さまざまな問題を考慮しなければならない。重要な問題の1つは、生体内のXNAが自然環境下でDNAやRNAと混ざり合い、予測できない結果が引き起こされるのではないかという点である。
またXNAは、RNAが酵素としての能力を持っているように、触媒として利用できる可能性がある。XNAはDNA、RNAや他のXNA配列の切断と結合が可能であることが示されており、XNAが触媒する反応で最も活性が高いのはXNA分子に対する反応である。この研究は、生命におけるDNAとRNAの役割が自然選択の過程で生じたものであるのか、それとも単なる偶然の産物なのかを判断するのに役立つものである可能性がある。